# Donnie Klang
Donald Joseph Klang (Nueva York, 23 de enero de 1985) es un cantante estadounidense de rhythm and blues y pop, con contrato con BAD Boy Entertainment de Puff Daddy. Conocido como Donnie Klang, se volvió famoso gracias a su participación en Making the Band 4, programa de MTV.

## Vida y carrera
Klang nació en Brooklyn, Nueva York. Empezó modelando cuando era bebé y haciendo trabajos en la televisión, teniendo papeles menores en NYPD Blue en The Nanny. Él estuvo en una banda de jazz y en una banda cuando estaba en la escuela luego atendiendo al coro en la escuela. Él fue parte de grupos pop en St. Dominic High School y Island Trees High School, es decir, Playa Deception y INT. Este último relanzó un álbum independiente llamado Hip-Hop. Él fue a  Hofstra University obteniendo una beca estudiando gestión de música, negocios y minoring en música. Klang decidió descansar un semestre para expulsar a la fama su grupo de música.
Klang ha estado en INT por nueve años antes de que saliendo ya que sus padres querían que volviera a la escuela porque la banda no estaba llegando a ninguna parte. Él audicionó en American Idol dos veces pero nunca logró pasar de la primera etapa. Luego volvió a Hofstra y trabajando en un almacén, la oportunidad vino por Making the Band 4 y con esto dejó de lado la universidad en 2007. Un amigo puso su cuenta de MySpace en una audición que luego atendió con el coraje que le dio su familia y amigos. Le otorgaron un contrato como solista por Diddy en cambio de un puesto con el grupo. Klang lanzó su álbum debut, Just a Rolling Stone, en 2008 marcó el número nueve en los Billboard 200. Luego estuvo como telonero para Janet Jackson en el otoño.
Klang se separó de Bad Boy Records a mediados de 2010, cantando con un sello distinto Eight47 Entertainment. Al mismo tiempo estaba trabajando en su segundo álbum. El luego comenzó su propio sello, Donnie Klang Entertainment y lanzó su primer single "Falling 4U" el 2011. También lanzó un mixtape el día de San Valentín. "X-Miss" fue también lanzado en 2011. 

## Tour
- 2008: Making The Band Tour

## Discografía

### Álbumes
- 2008: Just a Rolling Stone

### Sencillos
- 2008: "Take You There" feat.Diddy
- 2008: "Dr.Love"

### Colaboraciones
- 2008: "Ain't Going" feat. Day26 e Danity Kane